# 佳谷駅
佳谷駅（カゴクえき、가곡역）は、朝鮮民主主義人民共和国（北朝鮮）江原道平康郡に存在した朝鮮民主主義人民共和国鉄道省江原線の駅である。

## 歴史
- 1938年6月13日：開業[1]。
- 1950年：朝鮮戦争の影響により廃止。